# Pedro José Conti
Pedro José Conti (ur. 10 października 1949 w Brescii) – włoski duchowny rzymskokatolicki pracujący w Brazylii, w latach 2004–2024 biskup Macapá.

## Życiorys
Święcenia kapłańskie otrzymał 12 czerwca 1976 i został inkardynowany do diecezji Brescia. Przez sześć lat pracował 
duszpastersko w rodzinnym mieście. Od 1983 przebywa w Brazylii. Po przyjeździe do tego kraju został proboszczem katedry w Bragança, a następnie objął probostwo w Paragominas.
27 grudnia 1995 został prekonizowany biskupem Santíssima Conceição do Araguaia, zaś sakrę biskupią przyjął 18 lutego 1996 z rąk ówczesnego arcybiskupa Bragança do Pará, Vicente Joaquim Zico.
29 grudnia 2004 otrzymał nominację na biskupa Macapá. 18 grudnia 2024 papież Franciszek przyjął jego rezygnację ze stanowiska.